# 바다로 간 목마
"바다로 간 목마"는 1980년에 개봉한 대한민국의 영화이다.

## 캐스팅
- 장미희 : 주희 역
- 윤일봉 : 이민우 역
- 여운계
- 김영철 : 성현 역
- 김민규
- 이석구
- 곽근
- 김진애
- 김경란
- 박예숙
- 김기범
- 홍유정
- 신정아
- 이민영